# Katelyn Tarver
Katelyn Marie Tarver née le 2 novembre 1989 à Glennville, Géorgie, États-Unis est une chanteuse, compositrice et actrice américaine. Elle est connue pour son rôle de Jo Taylor dans la série Big Time Rush, de Natalie dans la série d'ABC, Super Hero Family et pour le rôle de Mercedes dans La Vie secrète d'une ado ordinaire (The Secret Life of the American Teenager).

## Vie privée
Elle a un frère nommé Drew. Elle est mariée à David Blaise depuis le 19 juillet 2014.

## Carrière de chanteuse

### American Juniors
Katelyn a participé à l’émission de télé réalité American Junior avec Lucy Hale. En compétition contre des milliers d'autres qui ont auditionné pour le spectacle, elle a réussi à se rendre aux finales (Top 10), mais n'a pas gagné.

### Musique
Son premier album Wonderful Crazy dont les chansons sont écrites et produites par Mattias Gustafsson (Backstreet Boys) et Kevin Savigar (Josh Gracin, Rod Stewart).
Katelyn a sorti son EP A Little More Free (produit par Matt Grabe) indépendamment.
Elle a commencé une tournée avec Honor Society comme un acte d'ouverture sur le Wherever You Are Tour à partir de juin-juillet 2011.
L'été 2012, Katelyn fait une tournée aux côtés des groupes The Cab et Parachute.
Elle a fait un cover de d'une chanson de Jeremih qui est Planez. 
Elle sort un nouveau EP le 3 mars 2017 qui s'appelle Tired Eyes.

## Autres projets

### Débuts
Utilisation de la capture de mouvement : Katelyn a agi comme le personnage-titre dans le film direct-to-vidéo Le Journal de Barbie, sorti en 2006. Des capteurs enregistraient ses mouvements, qui animaient ensuite le célèbre personnage de Barbie (de Mattel). Elle a également joué le rôle principal dans le single de Mitchel Musso In-Crowd et se retrouve sur le duo Us Against The World sur l'album de Mitchel Musso. Cette occasion s'est présentée quand elle était dans le studio travaillant sur un morceau intitulé Fastlane quand Mitchel est venu tôt pour sa séance. Quand ce fut au tour de Mitchel d’enregistrer sa chanson et quand il l'eut terminé, son père Sam a suggéré d'essayer de faire un duo ; comme Katelyn était là, elle était le choix évident.

## Filmographie
| Film ou Série | Film ou Série                          | Film ou Série    | Film ou Série     |
| Année         | Film ou Série                          | Rôle             | Notes             |
| ------------- | -------------------------------------- | ---------------- | ----------------- |
| 2003          | American Juniors                       | Elle-même        | Émission (Top 10) |
| 2010–2013     | Big Time Rush                          | Jo Taylor        | rôle régulier     |
| 2010–2011     | Super Hero Family                      | Natelie Poston   | rôle récurrent    |
| 2012          | La Vie secrète d'une ado ordinaire     | Mercedes         | rôle récurrent    |
| 2013          | Viva La Vida En Chile                  | Elle-même        | Rôle principal    |
| 2014          | Le Campus de la honte (Dead on Campus) | Natalie Kellison | Téléfilm          |
| 2017          | Famous in Love                         | Rachel Davis     | Rôle régulier     |
| 2018          | Nuit de terreur pour la baby-sitter    | Claire Carven    | Téléfilm          |

## Discographie

### Albums
| 2005 | Wonderful Crazy - Paru le: 1er janvier 2005 - Label: TC Music   | Chart details not known   | - Ventes américaines : - - Ventes canadiennes : - - Ventes mondiales : - |
| 2011 | A Little More Free - Paru: le 14 juin 2011 - Label: Independent | 35 (On iTunes pop albums) | - Ventes américaines : - - Ventes canadiennes : - - Ventes mondiales : - |

### AlbumWonderful Crazy
C'est son premier album, sorti le 1er janvier 2005 et qui compte 10 chansons : Undeniable, Rain, Someting In Me, Wonderful Crazy, I'll Make It Real, Closer To My Heart, Keep Your Eyes On The Prize, Life Was, Brand New Day, Everything. Elle l'a sorti 2 ans après American Juniors pour poursuivre son rêve.

### AlbumA Little More Free
C'est son deuxième album, sorti le 14 juin 2011. C'est un EP donc cet album est spécial. Elle a écrit les 5 chansons qu'il contient : A Little More Free, I'ts  Good, Better, Love Alone, Favorite Girl.

### Singles
| 2005 | I'll Make It Real | — | Wonderful Crazy    |
| 2006 | Wonderful Crazy   | — | Wonderful Crazy    |
| 2011 | It's Good         | — | A Little More Free |

Le duo dj Lost Kings a dévoilé le titre "You" en collaboration avec Katelyn Tarver . Le clip de la chanson a été mis en ligne sur Youtube le 23 janvier 2016 .
- 2010 : Big Time Rush : City Is Ours
- 2010 : Big Time Rush : Boyfriend
- 2011 : Big Time Rush : Worldwide